# Чхеидзе, Николай Семёнович
Никола́й (Карло) Семёнович Чхеи́дзе (груз. ნიკოლოზ (კარლო) სიმონის ძე ჩხეიძე; 9 апреля 1864, Пути — 11 июня 1926 или 13 июня 1926, Левиль-сюр-Орж) — грузинско-российский государственный и политический деятель. Председатель Закавказского сейма ЗДФР с 23 февраля по 26 мая 1918 года; 1-й председатель Всероссийского ЦИК (1917) и Петроградского Совета рабочих и солдатских депутатов с 27 февраля (12 марта) по 6 (19) сентября 1917 года.

## Биография
По происхождению грузин, из дворян. Окончил Кутаисскую гимназию. В 1887 году поступил в Новороссийский университет, откуда был исключён за участие в студенческих волнениях. Позднее поступил в Харьковский ветеринарный институт, откуда в 1888 году также был исключён.
С 1892 года член социал-демократической организации (известной как «Месаме-даси»), в 1898 году вошёл в РСДРП, с 1903 года меньшевик. В 1898 году переехал в Батуми, где работал инспектором муниципальной больницы. В 1898—1902 гг. был гласным батумской Городской думы, членом Городской управы. В 1902—1905 гг. — инспектор городской больницы. В 90-х гг. XIX в. впервые перевёл на грузинский язык «Манифест Коммунистической партии».
В 1902 году при начале крестьянских волнений в Гурии, позже превратившихся в Гурийскую республику вначале занимал ортодоксальную марксистскую позицию, отрицая возможность участия крестьянства в социал-демократическом движении. Однако позже, под влиянием аргументов Ноя Жордания, Сильвестра Джибладзе и Григория Уратадзе согласился на компромиссное решение: сформировать Комитет сельских рабочих для руководства крестьянским движением.
Принимал участие в революции 1905 года. В 1907 году становится гласным тифлисской Городской думы, затем депутат 3-й Государственной Думы от Тифлисской губернии. В ноябре 1907 года Ю. О. Мартов из Парижа писал П. Б. Аксельроду:

 «Здешние кавказцы говорят, что выбранный Чхеидзе — самый образованный марксист на Кавказе»
Был посвящён в масонство в петербургской ложе Великого востока Франции. Затем член-основатель ложи Великого востока народов России в Кутаиси. Член думской ложи ВВНР «Роз». В записи беседы, сделанной в Марселе в 1925 году, Николай Чхеидзе рассказывает:
Сам я организовал ложу в Кутаисе в 1911 г., в нее вошли, кроме нас с Гегечкори, еще Г. Ф. Зданович [шел по процессу 50-ти], и Петр Кипиани, старик
акт приема меня был сделан от имени «Великого востока Франции».
C 1912 года — депутат 4-й Государственной Думы, глава фракции меньшевиков.
После начала Первой мировой войны меньшевистская фракция во главе с Чхеидзе вместе с большевиками 26 июля (8 августа) 1914 года проголосовала против военных кредитов. В 1915 году огласил в Думе резолюцию Циммервальдской конференции.

22 марта 1917 года единогласным постановлением Тифлисской городской думы Чхеидзе Н. С. был избран почётным гражданином гор. Тифлиса (ПТА) 
27 февраля (12 марта) 1917 года Чхеидзе вошёл в состав Временного исполкома Петроградского Совета рабочих депутатов, был избран его председателем. В тот же день вошёл во Временный комитет Государственной думы. В ночь на 2 марта участвовал в переговорах об образовании Временного правительства, но войти в него министром труда отказался. Не поддерживал курс Временного правительства на «войну до полной победы», однако вместе с другими социалистами (Стеклов, Церетели и др.) выступал за политику «революционного оборончества» (защита революции от внешних интервентов), чем вызвал резкую критику у В. И. Ленина. После Июльской демонстрации выступил против большевиков, как зачинщиков и заговорщиков, заявил о полной поддержке Советами Временного правительства. В дни выступления Л. Г. Корнилова Чхеидзе в качестве члена Комитета народной борьбы с контрреволюцией обратился за помощью к кронштадтцам, на которых была возложена охрана ВЦИК Советов РСД и Временного правительства
После принятия Петроградским Советом большевистской резолюции «О власти» в знак протеста вместе со всем эсеро-меньшевистским Президиумом Петроградского Совета 6 (19) сентября Чхеидзе сложил свои полномочия. Председателем Петроградского Совета рабочих и солдатских депутатов стал Л. Д. Троцкий. В начале осени пытался привести к согласию разрозненные политические группы страны. 14 сентября как председатель ВЦИК Советов РСД открыл Всероссийское демократическое совещание, на котором заявил.:

 «Как быть? Что делать? Совещание должно ясно и определённо ответить на эти вопросы. Страна ждёт власти революционной, которая последовательно, без всякого шатания выполнит ту программу, которая необходима для страны»
 22 — 24 сентября участвовал в совещании по организации власти. Во многом благодаря его усилиям было достигнуто внешнее согласие, образовано ещё одно коалиционное Временное правительство (последнее). Вскоре он уехал в Грузию и больше в Россию не возвращался.
К Октябрьской революции Н. С. Чхеидзе отнёсся отрицательно.

## В независимой Грузии
Для Закавказья следствием прихода к власти большевиков и заключения Брест-Литовского мира стало фактическое отделение от России. Возникла Закавказская автономная республика с центром в Тбилиси. 23 февраля 1918 года Чхеидзе возглавил Закавказский сейм, который спустя два месяца стал высшим органом Закавказской федеративной демократической республики. Чхеидзе избрали президентом республики. 26 мая 1918 года была принята Декларация независимости и провозглашена Грузинская демократическая республика. 26 мая 1918 года подписал Декларацию независимости Грузии.
«Независимость» имела весьма условный характер. В условиях вторжения турецких войск меньшевики, сохранявшие в своих руках власть в республике, сделали ставку на Германию — наиболее вероятного, по их мнению, победителя в войне. «Мы — социал-демократы, они — монархисты и дворяне, — вспоминал Н. Н. Жордания, возглавлявший Временный парламент Грузинской демократической республики. — Разница была между нами и политическая, и идеологическая, и, несмотря на это, отношения между нами были лояльные, дружеские и чистосердечные.»
Но Германия потерпела поражение, и на территорию Грузии вступили английские войска. Одновременно нависла угроза большевизма, и руководители Грузинской республики пошли на альянс с генералом А. И. Деникиным, командовавшим добровольческими вооруженными силами на юге России. Чхеидзе в это время являлся председателем Учредительного собрания (оно просуществовало с 12 марта 1919 года до 24 марта 1921-го). В 1919 году был представителем Грузии на Парижской (Версальской) конференции вместе с И. Г. Церетели. «Их знали в Европе ещё со времен Петербурга, и благодаря этому они могли использовать свое влияние на европейцев, — пояснял Жордания. — Они во внутренних делах не играли особой роли, и поэтому их отсутствие не причинило бы никакого ущерба. Вообще, в нашей партии члены делились на два лагеря: к первым относились люди, практически работающие в организациях словом, и делом, и пером, а ко второй категории — люди, нужные для дипломатических переговоров, специальных поручений и для внешней агитации. И когда эти люди удалялись из Грузии, то это не отражалось на местной работе». Как признавал Жордания, перед отъездом Чхеидзе получил секретное указание для ведения переговоров: Грузия «в крайнем случае» может пойти на принятие протектората Англии или Франции при условии признания независимости и невмешательства во внутренние дела. По возвращении в Грузию, Чхеидзе продолжал председательствовать в Учредительном собрании, участвовал в разработке первой конституции Грузинской республики. Однако надежды на независимость Грузии не оправдались. В марте 1921 года, после вступления частей Красной Армии, в Грузии была установлена подконтрольная большевикам Советская власть.

## Оценки
По мнению охранного отделения: "Председатель заседаний в 1909 году Думской социал-демократической фракции обычно бывает Чхеидзе. Это решительный, легко возбуждающийся и сильно озлобленный человек. Он специалист по вопросам общей политики и по вопросу о местном самоуправлении. Предложения его во фракции наиболее решительны и резки. Так, например, ему принадлежит предложение не допустить речи члена Государственной думы Пуришкевича по вопросу об учащейся молодежи. Человек он необеспеченный, живёт исключительно на депутатское жалование, но депутатством своим дорожит мало и часто заявляет, что рано или поздно, а Пуришкевичу или Маркову 2-му он проломит голову. Наизусть речей не заучивает, пользуясь лишь имеющимся материалом. По убеждениям — меньшевик.
лидер партии эсеров В. М. Чернов, пытаясь объяснить феномен политического влияния Чхеидзе, давал ему такую характеристику: «Живо помню общее впечатление, врезавшееся от всей этой своеобразием отмеченной фигуры: отчетливое впечатление какой-то особенной собранности. Такое впечатление оставляют лишь настоящие люди, на которых можно положиться. И я понял, почему Чхеидзе стал во главе Петроградского Совета: с ним росло ощущение прочности и политической ясности. И еще осталось впечатление — благородной простоты, бывшей отсветом большого и подлинного внутреннего благородства. …Скромность не исключала твердости и силы. Это особенно чувствовалось мною, когда я слышал первую же его речь к солдатской толпе, перед Таврическим дворцом. Он умел находить простые слова, шедшие прямо к уму и сердцу рядового простолюдина. Но в голосе его звучал металл — точно отголосок гулкого и мерного топота двигающихся батальонов революции. …Помню его на председательской трибуне Совета. Было трудно представить эту трибуну без него — и его без этой трибуны. На Первом съезде Советов (в июне 1917 года. — И. А.) оказалось, что эсеровская партия представлена на съезде самою большою по численности фракцией. … Но нам и в голову не могло прийти воспользоваться этим бесспорным формальным правом и лишить рабочих и солдат Петрограда того председателя, с которым они так сжились и сроднились с первых дней революции».

## Ложа «Кавказская»
Чхеидзе вместе с Евгением Гегечкори и Георгием Здановичем основывает ложу под эгидой Великого востока народов России, под названием «Кавказская», к которому после основания присоединяются Кита Абашидзе, Ясон Бакрадзе, Александр Диасамидзе, Петре Кипиани и другие. Николай Чхеидзе в интервьюв, записанном в Марселе в 1925 году, называет 1911 год годом основания «Кавказской ложи». В архиве Георгия Здановича под архивным номером N 6416 / 420 находится документ, где член общества Ясон Бакрадзе, с согласия другого члена, Кита Абашидзе, пишет Георгию Здановичу, что они должны сделать все возможное, чтобы добиться смягчения наказания известному церковному деятелю и впоследствии патриарху Кириону I, в письме также говорится о необходимости избегать преследований церкви. После письма информация о действиях, предпринятых членами «Кавказской» ложи, не найдена, однако в качестве исторического факта известно, что российская жандармерия в 1915 году прекратила преследование Кириона и вернула ему право служения, однако не разрешила ему вернуться в в Грузию.

## В эмиграции
После ввода Красной армии в Грузию 23 февраля 1921 года эмигрировал во Францию. Участвовал в работе эмигрантских организаций, являлся главой грузинского правительства в изгнании. Покончил жизнь самоубийством, будучи смертельно больным туберкулёзом. В предсмертной записке написал: «Следите за движением и руководите».
Николай Семенович оставался в стороне и от попыток подготовки меньшевистского восстания в Грузии в 1924 году. Смертельно больной туберкулезом, одинокий, он до конца своих дней тяжело переживал гибель единственного сына от роковой пули. И, быть может, совсем не случайно, когда силы Чхеидзе окончательно иссякли, именно выстрел поставил точку в его судьбе. Произошло это 7 июня 1926 года, в местечке Левиль под Парижем…Похоронен на кладбище Пер-Лашез (Париж). На его похоронах И. Г. Церетели сказал: «Лишившись непосредственного общения с народом, он потерял силу сопротивления. Даже могучий дуб, опрокинутый бурей, вырванный из питающей его почвы, гибнет. Так погиб и Чхеидзе».

## Сочинения
- Речи Николая Семёновича Чхеидзе. Ч. 1 / соч. Н. С. Чхеидзе. — Пг.: Гос. тип., 1917. — 87 с.
- Речи председателя Всероссийского центрального исполнительного комитета советов рабочих и солдатских депутатов и Петроградского совета рабочих и солдатских депутатов Н. С. Чхеидзе и товарищей его… / соч. Н. С. Чхеидзе. — Пг.: Склад изд. А. Д. Арабидзе, 1917. — 32 с.

## Современность
В преддверии отмечаемого 26 мая 100-летия провозглашения Грузинской Демократической Республики — Дня независимости — улица Мир Везирова, одного из 26 бакинских комиссаров, полагалось переименовать в честь Николоза Чхеидзе.
Музыкальный коллектив «Кобыла и трупоглазые жабы искали цезию, нашли поздно утром свистящего хна», основанный в Москве в 2007 году, упоминает Чхеидзе в песнях «Распад Петросовета» и «Драконы, замки и кабан».
Мелькает в качестве персонажа в современных фильмах («Маска и душа», 2002 — Владимир Майсурадзе) и сериалах («Крылья империи», 2017 — Филипп Могильницкий).